# Daltonia gomezii
Daltonia gomezii är en bladmossart som beskrevs av Marshall Robert Crosby 1974. Daltonia gomezii ingår i släktet Daltonia och familjen Daltoniaceae. Inga underarter finns listade i Catalogue of Life.